# Moszna-Wieś
Moszna-Wieś je vesnice v Polsku nacházející se v Mazovském vojvodství, v okrese Pruszków, v gmině Brwinów.
V letech 1975 až 1998 náležela vesnice administrativně do Varšavského vojvodství.
Ve vesnici se nachází Elektroteplárna Pruszków II, která nebyla nikdy otevřena.

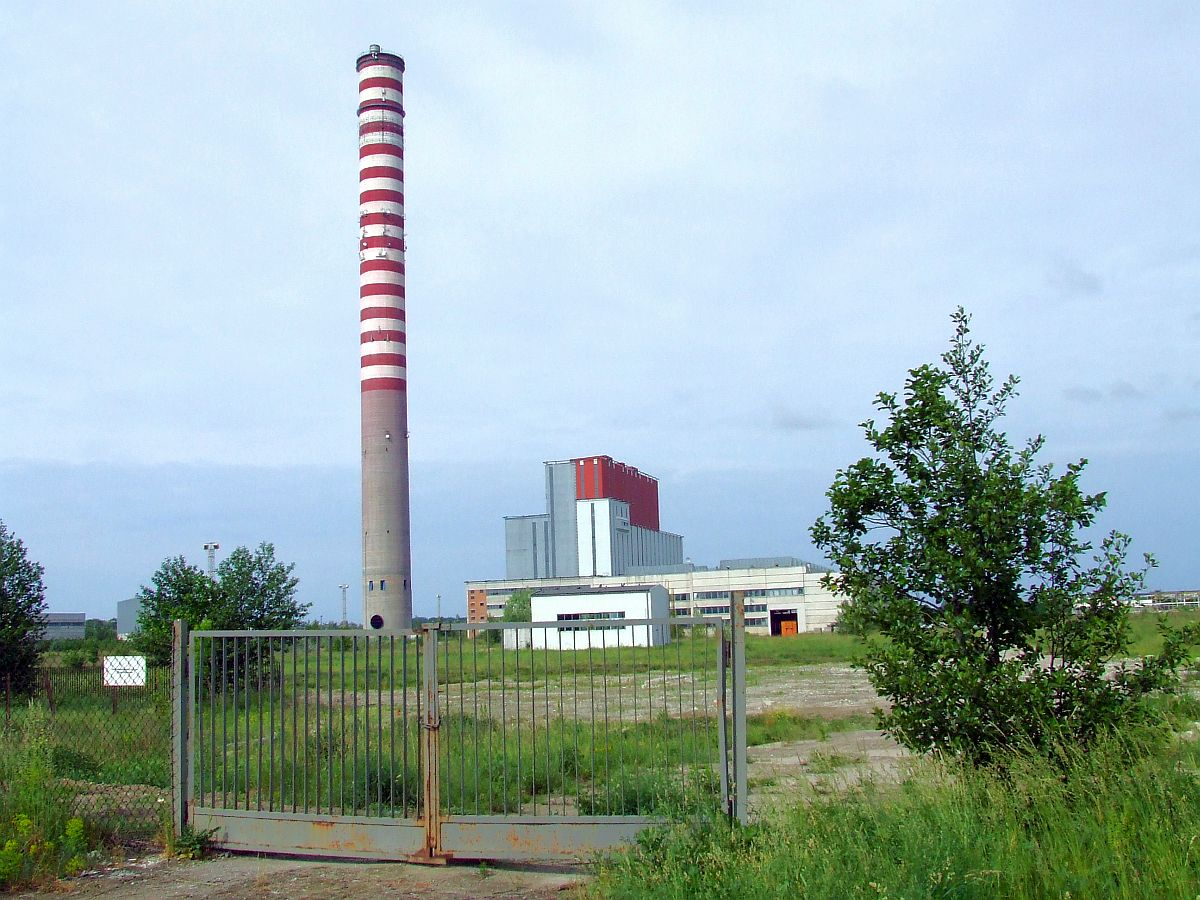
Elektroteplárna Pruszków II
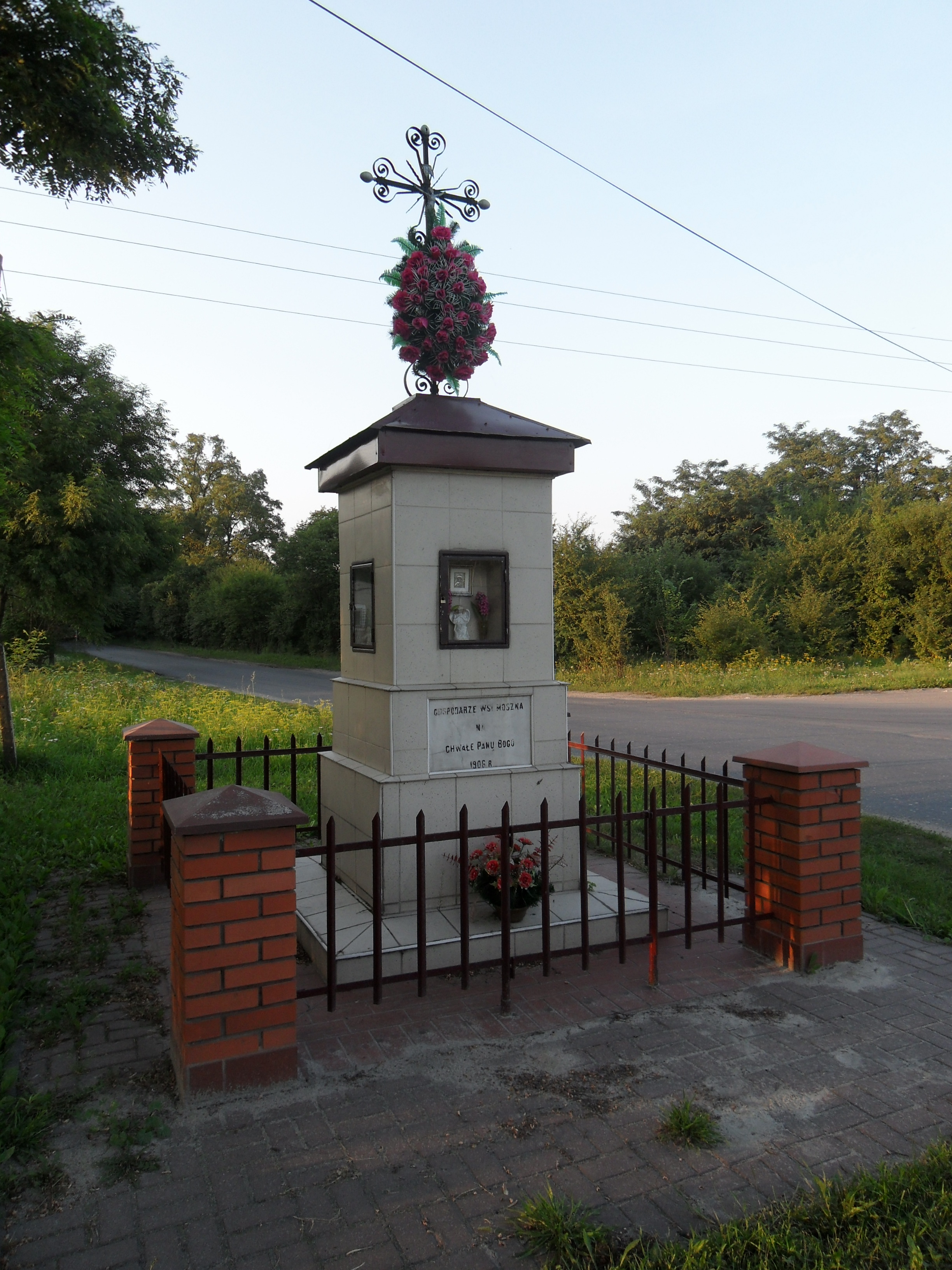
Kaplička ve vsi